# Марней, Эдди
Эдмон Бакри (фр. Edmond Bacri; 18 декабря 1920, Алжир — 3 января 2003, Нёйи-сюр-Сен), известный под псевдонимом Эдди Марней (фр. Eddy Marnay), — французский автор песен. За свою карьеру он написал более 4000 песен, в том числе для Эдит Пиаф, Фриды Боккары, Мирей Матьё и Селин Дион. В 1969 году он стал одним из победителей конкурса песни «Евровидение» в качестве автора текста песни «Un Jour, Un Enfant», которую исполнила Фрида Боккара. Он также написал заглавную песню для фильма Чарли Чаплина «Король в Нью-Йорке» 1957 года. Кавалер ордена Почётного легиона.